# Meaulne-Vitray
Meaulne-Vitray – gmina we Francji, w regionie Owernia-Rodan-Alpy, w departamencie Allier. W 2013 roku liczba ludności wynosiła 877 mieszkańców. 
Gmina została utworzona 1 stycznia 2017 roku z połączenia dwóch ówczesnych gmin: Meaulne oraz Vitray. Siedzibą gminy została miejscowość Meaulne.